# Shuangqiao (socken i Kina, Shandong)
Shuangqiao (kinesiska: 双桥乡, 双桥) är en socken i Kina. Den ligger i provinsen Shandong, i den östra delen av landet, omkring 160 kilometer sydväst om provinshuvudstaden Jinan.
Genomsnittlig årsnederbörd är 726 millimeter. Den regnigaste månaden är juli, med i genomsnitt 208 mm nederbörd, och den torraste är januari, med 4 mm nederbörd.